# Thorsteinn Einarsson

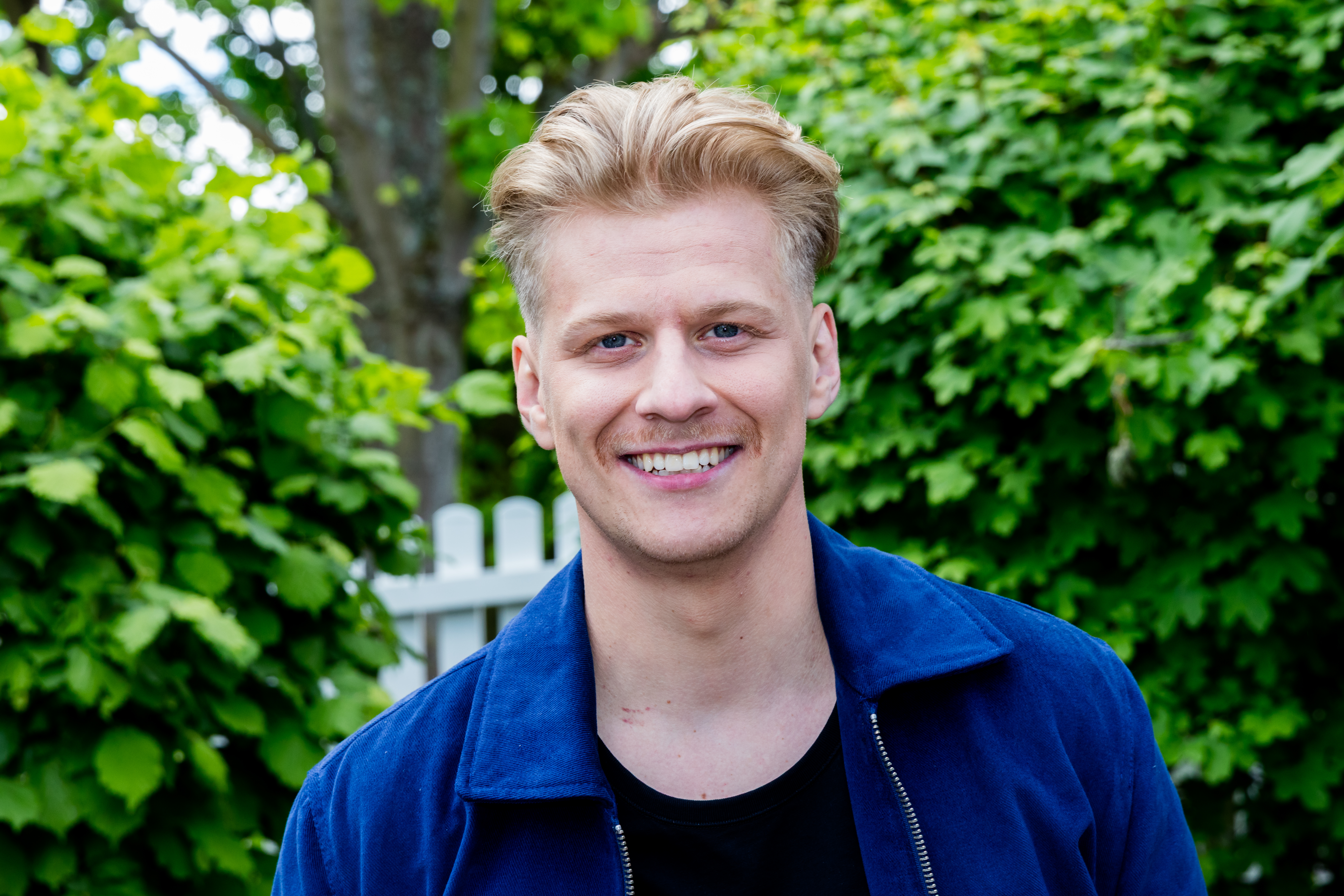
Thorsteinn Einarsson (2025)

Thorsteinn Einarsson (* 19. März 1996 in Reykjavík) ist ein österreichisch-isländischer Musiker, der durch die Castingshow Die große Chance bekannt wurde.

## Leben
Thorsteinn Einarsson stammt aus Reykjavík und kam im Alter von fünf Jahren erstmals nach Salzburg, wo sein Vater, Einar Th. Gudmundsson, Gesang studierte. Nach drei Jahren trennten sich seine Eltern und er zog mit seiner Mutter wieder nach Reykjavík. Mit elf Jahren gründete er die erste Band. Mit 14 Jahren kam er abermals nach Salzburg, wo sein Vater mittlerweile als Opernsänger (Bassbariton) arbeitete. Nach dem Pflichtschulbesuch begann er eine Kochlehre.

## Musikalische Laufbahn
Im Jahr 2014 nahm er im Alter von 18 Jahren an der Castingshow Die große Chance teil und kam als einziger Mann bis ins Finale, in dem er schließlich Platz 4 belegte. Mit seinem eigenen Finalsong Leya kam er anschließend in die Top 10 der österreichischen Charts.
2015 wurde Thorsteinn wurde für den Song Leya bei der Amadeus-Verleihung 2015 in der Kategorie Songwriter des Jahres ausgezeichnet.
Anfang 2016 erschien sein Album 1; (sprich: one continued) das Platz #6 der österreichischen Albumcharts erreichte. Im selben Jahr spielte er auf der Hauptbühne beim Donauinselfest. 
Die daraus ausgekoppelten Songs wurden über zehn Millionen Mal gestreamt, haben über zwei Millionen Views auf YouTube und hatten bisher über 50.000 Einsätze in den österreichischen und deutschen Radios.
Es folgten ausverkaufte Konzerte, TV-Auftritte im In- und Ausland und eine immer größer werdende Fanbase. Im Mai 2017 ging der damals 21-jährige Thorsteinn Einarsson mit der deutschen Band Söhne Mannheims auf Österreich-Tour.
2018 veröffentlichte er mit Galaxy (VÖ: 30. März 2018) die erste Singleauskopplung seines zweiten Studioalbums INGI. Der Albumtitel ist Thorsteinns zweiter Vorname (Ingi) und steht mit einem I am Anfang und am Ende auch gleichzeitig für eine II. Somit schließt sich hier der Kreis zu seinem Debütalbum 1;, mit dem ein Kontinuum in Aussicht gestellt wurde.

## Diskografie

### Alben
- 2016: 1;
- 2019: IngI
- 2022: Einarsson.
- 2025: Teardrops & Confettiguns

### Singles
- 2014: Aurora
- 2014: Leya (Bright Mix)
- 2016: Kryptonite
- 2016: Swingset
- 2017: Mercury May (Brunelle Remix)
- 2018: Galaxy
- 2018: Genesis
- 2019: The Kick
- 2019: Blood Brother
- 2019: Two Hearts
- 2019: Symphony (Veiðimaður)
- 2019: Vienna
- 2019: Devil on My Shoulder
- 2019: Arizona
- 2019: Ready. Steady. Go!
- 2021: Shackles
- 2022: Bridges Burn
- 2022: Runaway
- 2023: Echo
- 2023: Sorry I Don‘t See Ya
- 2023: A Christmas Card
- 2024: Hotel Heartache
- 2024: Heat of the Moment
- 2024: SOS
- 2024: Your Way
- 2025: Somebody (Like You)
- 2025: More than Memories